# 绍洛弗
绍洛弗，是匈牙利沃什州所辖的一个村，总面积27.37平方公里，总人口214，人口密度7.8人/平方公里（2010年1月1日）。